# Billy Johnson (Footballspieler)
William Arthur „Billy“ Johnson (* 27. Januar 1952 in Boothwyn, Pennsylvania) ist ein ehemaliger US-amerikanischer American-Football-Spieler in der National Football League (NFL). Er spielte als Wide Receiver unter anderem bei den Houston Oilers und den Atlanta Falcons.

## Spielerlaufbahn

### Collegekarriere
Billy Johnson studierte von 1971 bis 1973 an der Widener University und spielte als Halfback für deren unterklassige College-Football-Mannschaft. Während seiner Collegekarriere erzielte er mit Laufspiel einen Raumgewinn von 3.737 Yards und 62 Touchdowns. Johnson war bekannt für seinen exzessiven Jubel, wenn er einen Touchdown erzielt hatte. Er zelebrierte dazu einen Tanz mit dem Namen: Funky Chicken, der auf einem Lied von Rufus Thomas basierte. Seine sportlichen Leistungen ließen Johnson in das Blickfeld der NFL Scouts geraten.

### Profikarriere
"White Shoes" Johnson wurde 1974 in der 15. Runde an 365. Stelle durch die Houston Oilers gedraftet. Die späte Verpflichtung sollte ihm keine großen Hoffnungen auf eine dauerhafte Profikarriere machen. Johnson wurde von den Oilers als Wide Receiver und Return-Spezialist eingesetzt. Im Jahr 1978 zog sich Johnson eine Knieverletzung zu, die ihn auch im Jahr 1979 noch behinderte. Nachdem er 1980 die Verletzung überwunden hatte, setzten ihn die Oilers nur noch als Wide Receiver ein. Da der Vertrag von Johnson von der Mannschaft aus Houston nicht mehr verlängert wurde, schloss er sich 1981 den Montreal Alouettes (CFL) an. Im folgenden Jahr wechselte er zu den Atlanta Falcons und zog mit seiner Mannschaft in die Play-offs ein, wo man allerdings in der ersten Runde an den Minnesota Vikings mit 30:24 scheiterte. Im Jahr 1988 wechselt er zu den von Joe Gibbs trainierten Washington Redskins, wo er nach lediglich einem Spiel seine Laufbahn beendete.
Billy Johnson konnte 1975 als Punt Returner drei Touchdowns und 1977 zwei Touchdowns erzielen. Johnson ist aufgrund seiner individuellen Leistungen als Return-Spezialist in den Rekordbüchern der NFL auf mehreren vorderen Plätzen zu finden.

## Ehrungen
Billy Johnson spielte in drei Pro Bowls, dem Abschlussspiel der besten Spieler einer Saison. Er wurde dreimal zum All-Pro gewählt. Johnson ist Mitglied im NFL 75th Anniversary All-Time Team, im NFL 1970s All-Decade Team, im NFL 1980s All-Decade Team, in der College Football Hall of Fame und in der Pennsylvania Sports Hall of Fame. Nach seiner Rückkehr aus Kanada wurde er im Jahr 1983 zum NFL Comeback Player of the Year gewählt.

## Trainerkarriere
Johnson arbeitet zurzeit als Konditionstrainer in der Organisation der Atlanta Falcons. Er lebt mit seiner Familie in Duluth, Georgia. Zudem ist er als Trainer an einer Highschool in Duluth beschäftigt.